# 政府采购
政府采购是指政府机构采购商品、服务和工程的行为。2018年，政府采购金额占全球GDP的12%，在全球经济中占有相当大的比重。为了防止欺诈、浪费、腐败或贸易保护主义，大多数国家的法律都在一定程度上规范政府采购。法律通常要求政府在采购金額超过一定數值的情况下應进行公开招标。